# Алькермес
Алькермес (итал. Alkermes}, от арабского القرمز, al-qirmiz, через испанский alquermes, что означает кошениль и указывает на малиновый цвет, термин, происходящий от того же слова) — итальянский ликер, используется для десертов (обычно для дзуппа инглезе) и приготовления различных блюд, особенно для кремов для выпечки.

## Характеристика
Со средним содержанием алкоголя (35%) и сухим вкусом, в оригинальной версии, производимой Officina Profumo Farmaceutica di Santa Maria Novella, содержит следующие ингредиенты: этиловый спирт, сахар, вода, корица, гвоздика, кардамон, ваниль, розовая вода, малина и красный краситель, изначально кошениль (Е120), в настоящее время иногда заменяют веществами синтетического происхождения (Е122, Е124, Е132) обязательно указываются на этикетках коммерческих продуктов.
В Италии он используется, в частности, для производства десертов: сладких персиков в алькермесе  (peschette o pesche dolci all'alchermes), роччиаты и торта дзуппа инглезе (Zuppa Inglese).
Алькермес также входит в состав типичного десерта-мороженого крема реджина.

## История
Во Флоренции алькермес до сих пор производится Officina Profumo Farmaceutica di Santa Maria Novella по рецепту 1743 года Фра Козимо Бучелли, который в то время был его директором, но производился еще в XV веке. Это был очень любимый ликер семьи Медичи, на самом деле во Франции он назывался «ликер Медичи».
От оригинальной, довольно алкогольной версии были выведены различные виды во всех регионах Италии, отличающиеся низким содержанием алкоголя и более сладким вкусом.
В древности на Сицилии этот ликер, называвшийся «аркемизи», употребляли против «червей отпугивания», то есть, когда, например, ребенок сильно пугался какого-то события: в этом случае бабушка и дедушка заботились о том, чтобы дать ребенку ложку или две этого ликера (в зависимости от степени испуга) для изгнания страха.